# Carsenza
La carsenza (in dialetto milanese carsenza del primm de l'ann o foneticamente carsensa) è un dolce di Milano tipico delle festività natalizie. In particolare, per tradizione, si consuma nel giorno di Capodanno.

## Descrizione
(Giovanni Rajberti)
"Carsenza", in dialetto milanese, significa "crescenza", indicando genericamente una focaccia di pasta lievitata che "cresce", "lievita". Il termine "carsenza" indica anche, sempre in dialetto milanese, il piccolo formaggio molle che è conosciuto anche come "stracchino". Le origini della carsenza sono umili, dato che affondano nella tradizione contadina. Era in genere consumata in autunno e per tutto l'inverno in particolar modo, per tradizione consolidata, a Capodanno. Nell'Altomilanese (in particolare presso Arconate e Inveruno, dove prende anche il nome di "piota") la carsenza rappresenta il dolce tipico delle tradizionali fiere autunnali.
La pasta utilizzata per preparare la carsenza era a lievitazione naturale, quindi senza lieviti aggiunti. In genere era quella che avanzava ai panettieri dopo una settimana di preparazione del pane. Questa pasta veniva di nuovo lavorata aggiungendo farina, acqua, mele e uvetta. Le mele erano le prime che maturavano sugli alberi, mentre l'uva era l'ultima che si ricavava dalla vendemmia autunnale e che veniva poi essiccata a formate l'uvetta. In seguito, con il miglioramento del tenore di vita, alla ricetta originaria sono stati aggiunti lievito di birra, burro, zucchero, pere e fichi secchi.